# Talbotiella cheekii
Espèce
Talbotiella cheekii est une espèce de plantes à fleurs de la famille des Fabaceae. C'est un arbre originaire de Guinée. Cette espèce a été découverte en 2015 et décrite en 2017.

## Description
Talbotiella cheekii est un arbre pouvant atteindre 24 mètres de hauteur avec un diamètre de tronc pouvant atteindre 1,5 mètre. Son fût est droit, cylindrique ou cannelé et mesurant entre 0,5 à 7 mètres de haut.
Son écorce est brun clair avec des tâches clairsemées. Ses branches sont presque positionnées de manière verticale.
Ses feuilles sont paripennées.
Inflorescence en grappe, de 3 à 6 cm de long, avec 10 à 18 fleurs blanches. Les pédicelles sont roses à rouges mesurent de 0,9 à 2,4 cm de long et possédant des poils éparses d'une longueur de 0,5 à 1,2 mm.
L'ovaire est vert rougeâtre à rouge foncé, glabre et les bords sont densément poilus.
La gousse est glabre et les sutures légèrement pubescentes, mesure de 4,5 à 7,7 cm de long et 2 à 3,6 cm de large, comprenant 1 à 2 graines.

## Répartition et habitat
Talbotiella cheekii est endémique de Guinée. Elle vit sur le plateau de grès, au Nord de la préfecture de Coyah.
Elle est présente de façon parsemée dans les forêts semi-décidues à canopée fermée, sur les berges rocheuses des ruisseaux et sur les pentes rocheuses à une altitude de 100 à 600 mètres, là où les précipitations sont aux alentours de 2 800 mm/an. Son habitat naturel possède des saisons très marquées avec notamment une forte saison sèche de décembre à avril.

## État de conservation
Il reste que peu de forêt dans la préfecture de Coyah, ce qui fait qu'elle est menacée. Talbotiella cheekii serait même classée "En danger" selon les critères de l'UICN.
Il est estimé que sa zone d'occurrence s'étend sur 166 km². 
Entre 1 600 et 2 400 arbres matures de cette espèce ont été aperçus et sont répartis dans environ 12 parcelles qui ont été visitées mais les scientifiques estiment qu'il doit y avoir au total entre 5 000 et 10 000 arbres matures étant donné que tous les endroits où cette espèce est potentiellement présente n'ont pas encore été exploré.